# PrimMath
PrimMath（プライム・マス）は、グラフ作成、表計算、数値計算を統合したデスクトップアプリケーションである。日本人が開発した数少ない数値解析フリーウェアの一つ。

## 歴史
2005年11月　初版 v1.0.0 がリリース。
2006年09月　窓の杜　アップデート情報（その他のソフト）で v2.3.2 が紹介される。
2007年11月　ベクターに v3.7.0 が登録。
2008年05月　『厳選フリーソフト集350』(株式会社英和出版)に掲載。その後、2012年12月現在、10冊以上の書籍に掲載される。
2009年12月　MATLABの代用としてPrimMathが使えないかと複数の質問サイトに投稿されるが、MATLABほど高機能では無い。
2010年10月　ベクターで v15.2.1 が新着ソフトレヴューとして紹介される。
2025年03月　最新版 v61.0.0 がリリース。

## 長所
- GUIを全面に採用しながら、CUIの利点も取り入れることで、高機能を操作性良く、複雑な計算処理も柔軟に実行することを可能にしている[1]。
- グラフの表示、拡大、縮小、移動が簡単に行える[2]。
- スクリプトは入力補助機能があり、難しい問題も簡単に解くことができる[3]。

## 短所
- ある程度スクリプト言語の知識がないと使いこなせない。
- バグフィックスが遅い。